# 三枝源次郎
三枝 源次郎（さえぐさ げんじろう、1900年9月8日 - 没年不詳）は、日本の映画監督、脚本家である。

## 人物・来歴

### 日活向島から大将軍へ
1900年（明治33年）9月8日、東京府豊多摩郡渋谷村、のちの東京市渋谷区渋谷3丁目8番地に当たる地に生まれる。
1921年（大正10年）3月、東京物理学校（旧制専門学校、現在の東京理科大学）を卒業し、同年5月、日活向島撮影所監督部に入社する。細山喜代松、若山治、鈴木謙作に師事、同僚助監督の溝口健二とは連日酒杯を傾け、論じあう仲であった。1923年（大正12年）8月10日に公開された若山治監督の『男性の意気』には、脚本家としてクレジットされている。同年9月1日に起きた関東大震災によって同撮影所は壊滅し、現代劇部は日活京都撮影所に移転し、三枝は、そこでも脚本を書き、鈴木謙作の監督作に採用されている。1924年（大正13年）7月4日に公開された『民族の黎明』で監督としてデビューした。1925年（大正13年）7月12日に公開された『赫い夕陽に照されて』は、刃傷事件で降板した溝口健二に代わって、三枝が監督し、仕上げた作品である。
日活の取締役であった杜重直輔が1931年（昭和6年）ころに設立した大日本天然色映画で、翌1932年（昭和7年）、『奇跡の生還』という、当時珍しいカラー映画を監督している。1934年（昭和9年）8月22日に公開されたトーキー『日本人なればこそ』を最後に京都を去り、東京の大都映画に移籍、ふたたびサイレント映画を監督した。1935年（昭和10年） - 1941年（昭和16年）の時期、奈良県生駒郡伏見村（現在の同県奈良市あやめ池北1丁目）に存在した全勝キネマに在籍していた記録がある。一方、『日本映画監督全集』（1976年）誌上に三枝の項目を執筆した岸松雄によれば、三枝が京都を去った年の9月には、日活多摩川撮影所製作部に入社し、5年在籍ののち1939年（昭和14年）に退社し、1940年（昭和15年）1月には「朝日映画製作株式会社」に入社して翌年には同社映画部長・製作部長に就任した旨の記述があり、文化庁の日本映画情報システムにも、『海国日本』などをはじめとする朝日映画製作（朝日映画社）における1940年 - 1944年の三枝のドキュメンタリー作品が記載されている。

### ドキュメンタリーからテレビへ
第二次世界大戦終結後は、独立プロダクションで2本撮った記録が残っている。1947年（昭和22年）、今村貞雄が東京に設立したラジオ映画に入社、製作部長を務めた（1947年 - 1949年）。『日本映画監督全集』における岸によれば、戦時中から引き続き1957年（昭和32年）9月まで朝日映画社に在籍し、同年10月、開局5年後の日本テレビ放送網に入社したという。1969年（昭和44年）に発行された『映画年鑑 1969』には、日本テレビ放送網編成局映画部に在籍している情報とともに、1967年（昭和42年）12月1日の「映画の日」に行われた昭和42年度永年勤続者表彰において、秀映社代表取締役の住田瑛介（役職は当時、以下同様、当時60歳）、飛島興業技術部長の岸田九一郎（当時60歳）、東映東京撮影所監督の伊賀山正徳（当時62歳）、撮影技師の川口和男（当時58歳）、東宝撮影技師の玉井正夫（当時60歳）、テレビ現像代表取締役の野村昊（当時70歳）らとともに、表彰されたことが記録されている（当時67歳）。1970年（昭和45年）、日本テレビ放送網嘱託演出。
1976年（昭和51年）に刊行された『日本映画監督全集』には、当時存命とされているが、以降の消息は不明である。

### 再評価
2002年（平成14年）、三枝が大日本天然色映画で監督したカラー映画『千人針』（トーキー、1937年）の上映用プリントの一部がロシア国内で発見された。同年10月12日、島根県松江市で行われた第6回松江市民文化祭で、『港の雨』（1933年）が上映されたという記録がある。
2004年（平成15年）には、2001年（平成13年）に発掘されて以降、映画保存協会が模索していた復元を、大阪芸術大学教授・太田米男らの協力で実現、『特急三百哩』（1928年）を京都映画祭で上映している。同作は2005年（平成16年）のポルデノーネ無声映画祭でも上映され、神戸映画資料館、および東京国立近代美術館フィルムセンターに所蔵されている。
2012年（平成24年）11月現在、東京国立近代美術館フィルムセンターは、三枝の脚本作・監督作のうち、『軍神橘中佐』（1926年）、上記の『特急三百哩』（1928年）、『輝く門出』（1933年）の3作の上映用プリントを所蔵している。マツダ映画社、あるいはデジタル・ミームの所蔵作品リストには三枝の作品は存在しない。

## フィルモグラフィ
特筆以外はすべて「監督のみ」であり、1940年代以降のものおよび特筆以外はすべて「白黒映画・サイレント映画」である。
- 『男性の意気』 : 監督若山治、製作日活向島撮影所、1923年8月10日公開 - 脚本
- 『嵐は来れり』 : 監督鈴木謙作、製作日活京都撮影所、1924年1月20日公開 - 原作・脚本
- 『蹄鉄屋の娘』 : 監督鈴木謙作、製作日活京都撮影所第二部、1924年4月25日公開 - 脚本
- 『小さき者の楽園』 : 監督・脚色鈴木謙作、製作日活京都撮影所第二部、1924年5月9日公開 - 原作

- 『民族の黎明』 : 製作日活京都撮影所第二部、1924年7月4日公開 - 監督デビュー作
- 『たけくらべ』 : 製作日活京都撮影所第二部、1924年8月1日公開
- 『男性の叫び』 : 製作日活京都撮影所第二部、1924年10月10日公開
- 『忍び泣く親』 : 製作日活京都撮影所第二部、1924年11月21日公開
- 『箕面心中』（『恋の笑蝶』） : 製作日活京都撮影所第二部、1924年12月24日公開
- 『永遠の悲哀』 : 製作日活京都撮影所第二部、1924年公開
- 『白鸚鵡夫人』 : 製作日活京都撮影所第二部、1925年1月5日公開
- 『死生を越へて』 : 製作日活京都撮影所第二部、1925年1月30日公開
- 『貧者の勝利』[1]（『勇者の勝利』[3]） : 製作日活京都撮影所第二部、1925年2月26日公開[1][3]
- 『世界の女王 四部作』 : 製作日活京都撮影所第二部、1925年3月10日公開 - 原作・脚本・監督
- 『法を慕ふ女』 : 製作日活京都撮影所第二部、1925年3月20日公開
- 『愛慾の岐路』 : 製作日活京都撮影所第二部、1925年3月27日公開
- 『赫い夕陽に照されて』 : 共同監督溝口健二、製作日活京都撮影所第二部、1925年7月12日公開
- 『愛児の行衛』 : 製作日活大将軍撮影所、1925年9月15日公開
- 『闇の中の顔』前篇・後篇 : 製作日活大将軍撮影所、1925年9月23日公開 - 脚本・監督
- 『お光の真心』 : 製作日活大将軍撮影所、1925年10月1日公開
- 『美人征服』 : 製作日活大将軍撮影所、1925年10月15日公開
- 『至極円満に』 : 製作日活大将軍撮影所、1925年10月31日公開
- 『小品映画集 山峡の勇者』 : 製作日活大将軍撮影所、1925年11月21日公開
- 『復讐の為めに』 : 製作日活大将軍撮影所、1925年公開

- 『勝利の前に』 : 製作日活大将軍撮影所、1926年1月10日公開
- 『父よいずこに』 : 製作日活大将軍撮影所、1926年1月10日公開
- 『クロスワード成金』 : 製作日活大将軍撮影所、1926年1月31日公開 - 原作・監督
- 『復讐の為に』 : 製作日活大将軍撮影所、1926年2月7日公開
- 『娘やるなら学士様へ』 : 製作日活大将軍撮影所、1926年4月22日公開
- 『吉岡大佐』 : 製作日活大将軍撮影所、1926年5月28日公開
- 『路上の楽園』 : 製作日活大将軍撮影所、1926年6月1日公開
- 『火柱』 : 製作日活大将軍撮影所、1926年7月30日公開
- 『軍神橘中佐』 : 原作・脚本櫻井忠温、脚色畑本秋一、製作日活大将軍撮影所、1926年9月1日公開
- 『シベリヤお龍』 : 製作日活大将軍撮影所、1926年10月29日公開
- 『勇敢なる水兵』 : 製作日活大将軍撮影所、1926年11月12日公開
- 『血潮の花瓶』 : 製作日活大将軍撮影所、1926年公開

- 『茶色の女』 : 製作日活大将軍撮影所、1927年1月14日公開
- 『曇り後晴れ』 : 製作日活大将軍撮影所、1927年1月21日公開
- 『死線突破』 : 製作日活大将軍撮影所、1927年3月10日公開 - 原作・監督
- 『戦争と女性』 : 製作日活大将軍撮影所、1927年3月12日公開 - 脚本・監督
- 『霊魂の叫び』 : 製作日活大将軍撮影所、1927年4月8日公開
- 『拳骨先生』 : 製作日活大将軍撮影所、1927年5月15日公開
- 『五色の魂』 : 製作日活大将軍撮影所、1927年6月15日公開
- 『熱血児』 : 製作日活大将軍撮影所、1927年8月24日公開
- 『当世変り者』 : 製作日活大将軍撮影所、1927年10月28日公開
- 『赤城の夕映え』 : 製作日活大将軍撮影所、1927年11月11日公開
- 『女合戦』 : 製作日活大将軍撮影所、1927年12月27日公開
- 『脱線』 : 製作日活大将軍撮影所、1927年公開

- 『特急三百哩』 : 原作・脚色木村千疋男、製作日活大将軍撮影所、1928年2月公開[5][14]
- 『天恵』 : 製作日活太秦撮影所、1928年2月9日公開
- 『拳骨先生 社会篇』 : 製作日活大将軍撮影所、1928年3月1日公開
- 『骸骨書生』 : 製作日活大将軍撮影所、1928年4月29日公開 - 原作・脚本・監督
- 『意気衝天』 : 製作日活大将軍撮影所、1928年6月8日公開
- 『新日本の謙児』 : 製作日活大将軍撮影所、1928年6月22日公開
- 『笑はぬ良人』 : 製作日活大将軍撮影所、1928年8月26日公開 - 原作・監督
- 『二人の女』 : 製作日活大将軍撮影所、1928年9月24日公開
- 『時代相』 : 製作日活太秦撮影所、1929年1月27日公開
- 『君恋し』 : 製作日活太秦撮影所、1929年3月8日公開
- 『杉浦重剛先生』 : 製作日活太秦撮影所、1929年5月24日公開
- 『紅屋の娘』 : 製作日活太秦撮影所、1929年6月14日公開
- 『日活行進曲 戦争篇』 : 製作日活太秦撮影所、1929年7月7日公開
- 『浮名ざんげ』 : 製作日活太秦撮影所、1929年10月11日公開
- 『一番目の女』 : 製作日活太秦撮影所、1929年11月1日公開 - 脚本・監督

- 『火刑』 : 製作日活太秦撮影所、1930年1月23日公開
- 『黒い結婚』 : 製作日活太秦撮影所、1930年3月21日公開 - 脚本・監督
- 『女七変化』 : 製作日活太秦撮影所、1930年6月7日公開
- 『女盗伝』 : 製作日活太秦撮影所、1930年8月28日公開
- 『続金色夜叉 前篇』 : 製作日活太秦撮影所、1930年11月14日公開
- 『続金色夜叉 後篇』 : 製作日活太秦撮影所、1930年11月21日公開
- 『桐の木』 : 製作日活太秦撮影所、1931年4月8日公開
- 『太平洋横断』 : 製作日活太秦撮影所、1931年6月23日公開
- 『機関車』 : 製作日活太秦撮影所、1931年公開

- 『響』 : 製作日活太秦撮影所、1932年2月11日公開
- 『若き女性の悲しみ』 : 製作日活太秦撮影所、1932年2月25日公開 - 原作・脚本・監督
- 『霧のホテル』 : 製作日活太秦撮影所、1932年3月25日公開
- 『血染の鉄筆』 : 製作日活太秦撮影所、1932年4月1日公開
- 『港の抒情詩』 : 製作日活太秦撮影所、1932年6月24日公開
- 『海に散る花』 : 製作日活太秦撮影所、1932年7月14日公開
- 『奇跡の生還』 : 製作大日本天然色映画、カラー映画・トーキー、1932年公開
- 『一本杉』 : 製作日活太秦撮影所、1932年公開
- 『霧の夜の客間』 : 製作日活太秦撮影所、1932年公開

- 『輝く門出』 : 原作・脚色簡易保険局、製作日活太秦撮影所、1933年3月1日公開
- 『港の雨』 : 製作日活太秦撮影所、1933年6月22日公開
- 『爆撃飛行隊』 : 製作ゼーオースタヂオ、トーキー、1934年5月3日公開 - 脚本・監督
- 『日本人なればこそ』 : 製作太秦発声映画、トーキー、1934年8月22日公開
- 『誠忠輝く楠公史蹟』 : 製作太秦発声映画、配給クラブ歯磨本店中山太陽堂、ドキュメンタリー映画、1930年代製作
- 『第二の妻』 : 製作大都映画、1935年4月18日公開
- 『恋の並木路』 : 製作大都映画、1935年5月23日公開
- 『旅の踊り子』 : 製作大都映画、1935年6月20日公開
- 『紅の唇』 : 製作大都映画、1935年8月22日公開
- 『霧の上海航路』 : 製作大都映画、1935年9月5日公開
- 『千人針』 : 製作大日本天然色映画、カラー映画・トーキー、1937年10月21日公開

- 『演藝名人集』 : 出演二代目玉川勝太郎・三代目三遊亭金馬、製作・提供朝日映画社、短篇ドキュメンタリー映画、1940年7月11日公開
- 『吉野朝遺蹟』 : 監修中村直勝、製作朝日映画社、ドキュメンタリー映画、1941年4月2日公開
- 『海国日本 神島篇』 : 製作朝日映画社、短篇ドキュメンタリー映画、1941年5月22日公開
- 『眼は心の窓』 : 製作日本文化映画研究所、提供国光映画、短篇ドキュメンタリー映画、1941年5月23日公開
- 『松の神秘』 : 製作日本文化映画研究所、配給日本短編映画社、1941年ころ
- 『海国日本 海魂篇』 : 製作朝日映画社、短篇ドキュメンタリー映画、1941年6月15日公開
- 『海国日本 潮光篇』 : 製作朝日映画社、短篇ドキュメンタリー映画、1941年6月25日公開
- 『聖戦の旗の下に』 : 製作朝日映画社、短篇ドキュメンタリー映画、1941年10月2日公開
- 『驥北の仔 生ひ立ちの記』 : 脚本飯田覚之助、製作朝日映画社、ドキュメンタリー映画、配給映画配給社、1943年4月1日公開
- 『再起の職場』 : 製作朝日映画社、短篇ドキュメンタリー映画、配給映画配給社、1944年10月26日公開

- 『暁の大地に咲く』 : 主演山路ふみ子、製作大成興業、1949年12月20日完成
- 『君を夢みて』 : 主演大友伸、製作大伸映画、1951年6月19日完成 - 脚本・監督